# Birat al-Jurd
Birat al-Jurd (tiếng Ả Rập: بيرة الجرد, cũng đánh vần Biret al-Jard) là một ngôi làng ở phía tây bắc Syria, một phần hành chính của Tỉnh Hama, nằm ở phía tây Hama. Các địa phương lân cận bao gồm Wadi al-Uyun ở phía tây bắc, al-Rusafa ở phía bắc, Baarin ở phía đông, Ayn Halaqim ở phía đông nam và Ayn al-Shams ở phía nam, theo Cục Thống kê Trung ương Syria, Birat al-Jurd có dân số 1.670 người trong cuộc điều tra dân số năm 2004.